# 1779

## Esdeveniments
Països catalans
- 12 d'abril - Aranjuez (Comunitat de Madrid): França i Espanya, en el marc dels Pactes de Família, signen el Tractat d'Aranjuez de 1779 en el que el segon intervé a la Guerra d'Independència dels Estats Units per ajudar a França i que els dos es comprometen que Espanya intenti recuperar el control de Menorca, Gibraltar i altres territoris anteriorment espanyols que estaven en mans britàniques.

Resta del món
- 12 de gener, Teatro San Carlo de Nàpols: S'estrenà Ifigenia in Aulide, òpera en tres actes composta per Vicent Martín i Soler sobre un llibret italià de Luigi Serio.
- 25 d'abril, Palau d'Esterházy de Fertőd (Hongria): S'estrena La vera costanza, òpera de Joseph Haydn, amb llibret de Pasquale Anfossi.
- 13 de maig - Ciesyn (Silèsia, Polònia): fi de la Guerra de Successió bavaresa amb la signatura del Tractat de Teschen amb el que l'Arxiducat d'Àustria retorna a Baviera els territoris que havia ocupat i ha d'accedir a la futura unió de Prússia amb Ansbach i Bayreuth.[1]
- 18 de maig, Opéra de París: S'estrena Iphigénie en Tauride, òpera en quatre actes de Christoph Willibald Gluck sobre un llibret de Nicolas-François Guillard.
- 20 de juliol, Teatro del Fondo de Nàpols: S'estrenà L'infedeltà fedele, òpera en tres actes composta per Domenico Cimarosa sobre un llibret italià de Giambattista Lorenzi.
- 21 de setembre, Baton Rouge (Louisiana):  Batalla de Baton Rouge important victòria espanyola a de 1779 durant la Revolució americana.
- S'inicia el tercer setge de Gibraltar d'Espanya.
- És deposat Zurab Shirvashidze, príncep d'Abkhàzia.
- Charles Messier descobreix els objectes Messier 56, Messier 58, Messier 59, Messier 61 i les galàxies del Gira-sol, de Bode i de l'Ull Negre.

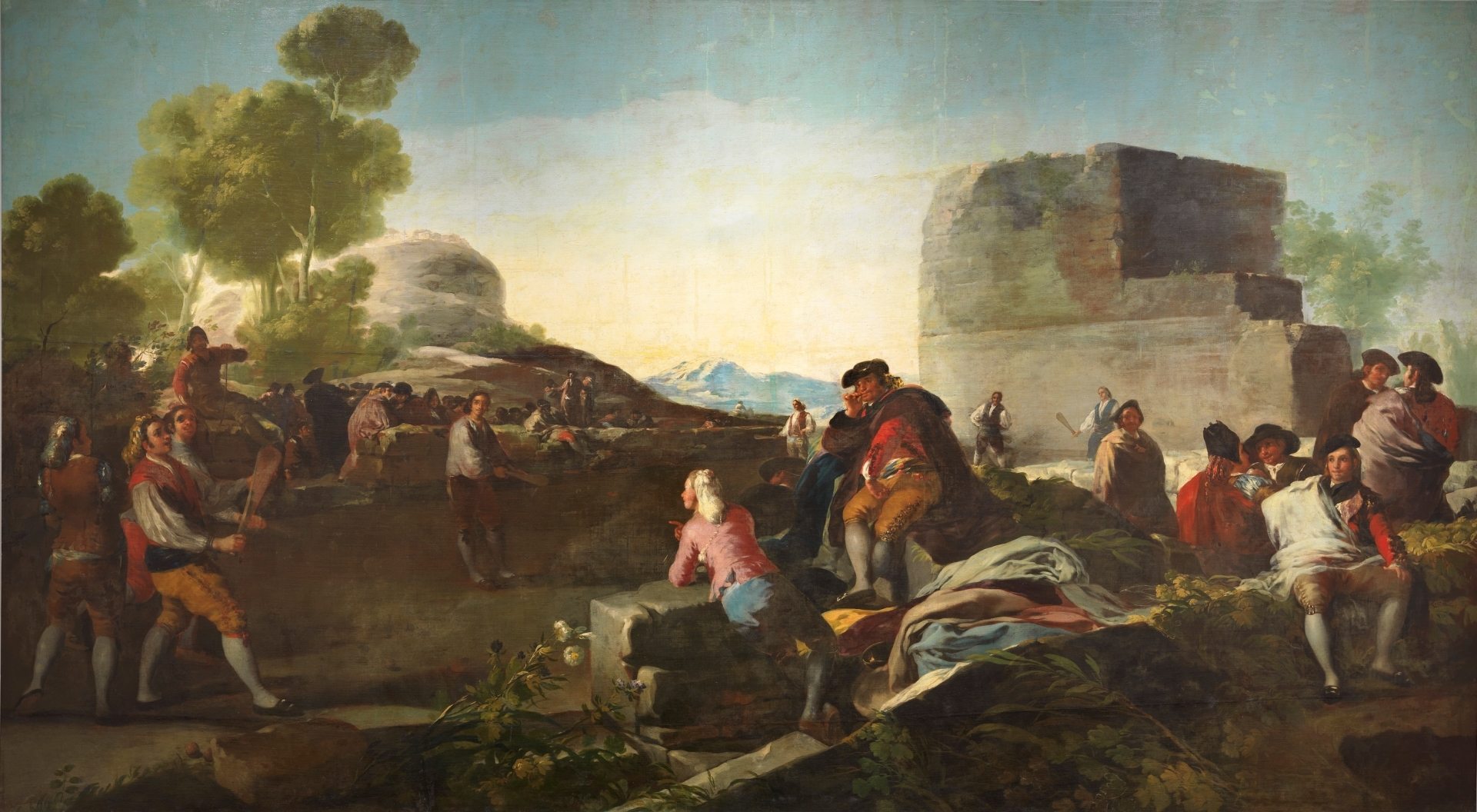
«El juego de la pelota a pala», Obra de Francisco Goya de 1779.

## Naixements
Països Catalans
- 17 de febrer, Manresa: Maurici Carrió i Serracanta, guerriller antinapoleònic.
- Josep Mas i Vila, arquitecte català.
- Ciutadella: Francesc Oleo Carrió, metge menorquí.
- Vic: Francesc Bonamich i Colomer, sacerdot, compositor i organista.

Resta del món
- 15 de març, Londres, Anglaterra: William Lamb, polític anglès, Primer Ministre del Regne Unit (m. 1848).[2]
- 28 de març, Bratislava: Josephine Brunsvik, probablement la dona més important en la vida de Beethoven (m. 1821).[3]

- 4 de maig, Roma: François Gérard, Baró de Gérard, pintor neoclàssic francès.
- 15 de juliol: Nova York (EUA): Clement Clarke Moore, professor estatunidenc de literatura oriental i grega (m. 1863).[4]
- 1 d'agost, Comtat de Carroll, Maryland: Francis Scott Key, advocat, escriptor i poeta estatunidenc, escriví la lletra de l'himne dels Estats Units "The Star-Spangled Banner".
- 19 d'agost, La Roque d'Anthéron: Louis Nicolas Philippe Auguste de Forbin, pintor francès director del Museu del Louvre.
- 20 d'agost, Väversunda Sörgård, Suècia: Jöns Jacob Berzelius, químic suec, considerat com un dels fundadors de la química moderna.
- 8 de setembre: Mustafà IV, soldà de l'imperi Otomà entre 1807 i 1808.
- 19 d'octubre, Muriedas, Cantàbria: Pedro Velarde y Santillán, militar espanyol, destacat per la seva participació en l'aixecament del 2 de maig de 1808 de la Guerra del Francès.
- 19 de novembre, Schwerin: Lluïsa Carlota de Mecklenburg-Schwerin, filla del Gran Duc Frederic Francesc I de Mecklenburg-Schwerin i de la princesa Lluïsa de Saxònia-Gotha.
- 12 de desembre, Joigny: Magdalena Sofia Barat, religiosa francesa, fundadora de la Societat del Sagrat Cor de Jesús, dedicada a l'ensenyament. El 1925 va ser canonitzada per Pius XI.
- Milà: Francesc IV de Mòdena, arxiduc d'Àustria i membre de la Dinastia Àustria-Este que va esdevenir duc de Mòdena entre 1814 i 1846.
- Czaslau: Veronica Rosalia Dussek, compositora i pianista txeca, filla de Johann Joseph Dussek i casada amb M. Cianchettini.
- Estrasburg: Ehrenfried Stoeber, advocat i escriptor alsacià, considerat dels pares de la moderna literatura alsaciana.
- París: Jean Coralli Peracini ballarí i coreògraf romàntic de dansa clàssica.
- Louis Claude de Saulses de Freycinet, navegant, explorador i geògraf francès.
- Quedlinburg: Carl Ritter, geògraf alemany, considerat juntament amb Alexander von Humboldt el pare de la geografia moderna.
- Bordeus: Joan Antoni Verdièr (1779 - 1820), poeta popular occità, conegut com a Mèste Verdièr.
- Palau Reial d'El Pardo: Maria Amàlia d'Espanya, infanta d'Espanya.
- Caserta, Regne de Sicília: Maria Cristina de Borbó-Dues Sicílies (reina de Sardenya), princesa de les Dues Sicílies que contragué matrimoni amb el rei Carles Fèlix I de Sardenya.
- Karlsruhe: Lluïsa de Baden, tsarina de Rússia, contragué matrimoni amb el tsar Alexandre I de Rússia.

## Necrològiques

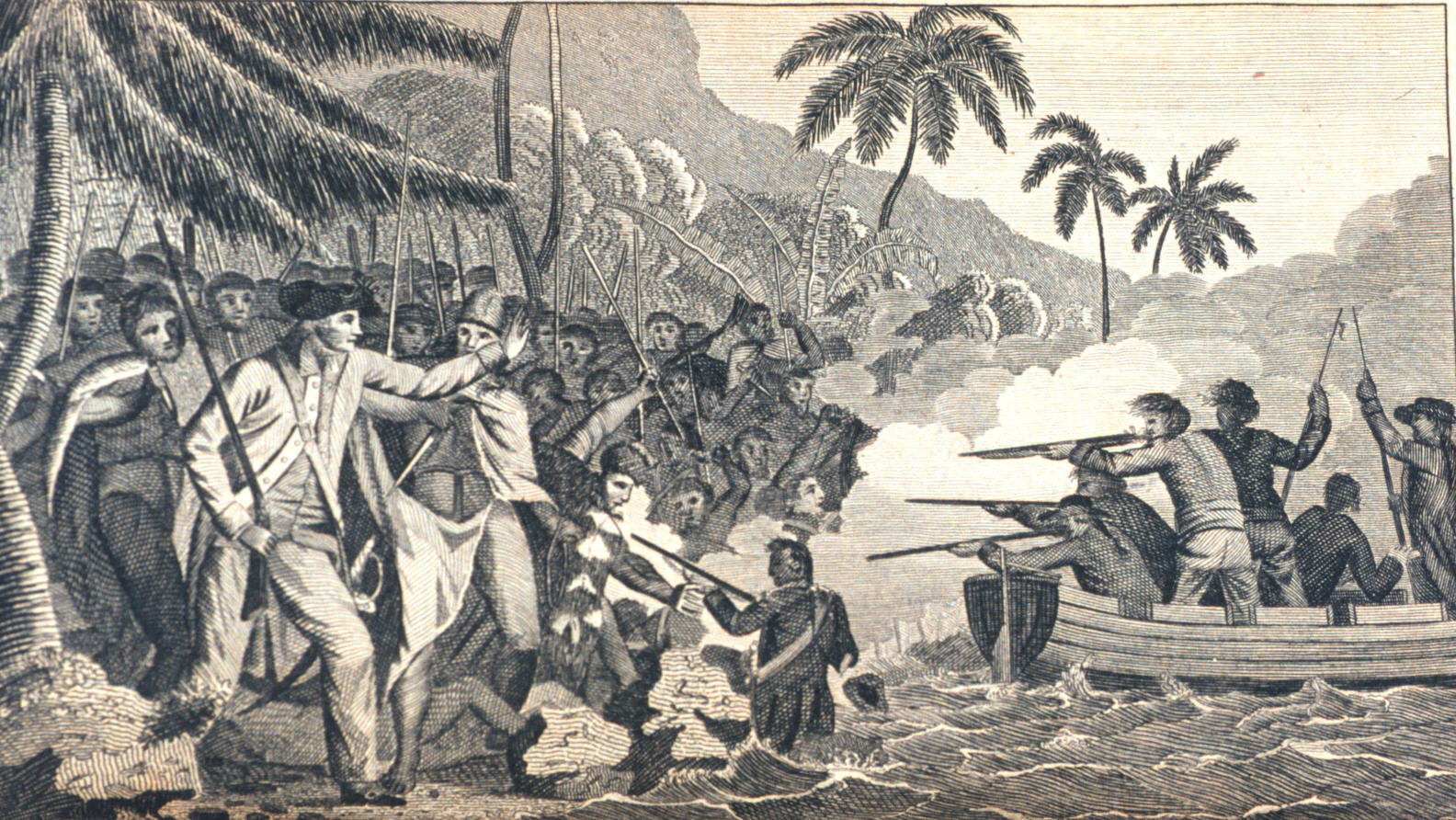
Gravat que representa l'avalot en què morí l'almirall Cook

- 20 de gener, Londres: David Garrick, actor i dramaturg britànic.
- 7 de febrer: William Boyce, compositor anglès.
- 14 de febrer, Badia de Kealakekua, Hawaii: James Cook, explorador i cartògraf anglès.
- 4 de març?, Frankfurt am Main: Heinrich Leopold Wagner, escriptor alemany del Sturm und Drang.
- 6 d'abril, Venècia Tommaso Traetta, compositor italià.
- 28 de juny, Charleston, Carolina del Sud: Martha Daniell Logan, botànica i recol·lectora nord-americana (n. 1704).[5]
- 30 de setembre, Bolonya: Diego José Abad, jesuïta mexicà, humanista i poeta en llatí.
- 13 de novembre: Thomas Chippendale «el vell», un dels "tres magnífics" creadors de mobiliari del segle xviii anglès.
- 6 de desembre, París: Jean Siméon Chardin, pintor francès conegut sobretot per les seves natures mortes, retrats i pintures al pastel.
- Roma: Anton Raphael Mengs, pintor neoclàssic i teòric txec que es desenvolupà fonamentalment en Espanya.
- Cuerno Verde, cabdill comanxe mort pel capità espanyol Antza en una expedició a Texas.
- Karim Khan Zand, governant de Pèrsia.